# Katharina Boll-Dornberger
Pour les articles homonymes, voir Boll.
Katharina Boll-Dornberger (2 novembre 1909-27 juillet 1981), également connue sous le nom de Käte Dornberger-Schiff, est une physicienne et cristallographe austro-allemande. Elle est connue pour son travail sur les structures désordonnées.

## Biographie
Katharina Boll-Dornberger naît à Vienne (Autriche) en 1909. Elle est la fille du professeur d'université Walter Karl et d'Alice Friederike Schiff. Elle étudie la physique et les mathématiques à Vienne et à Göttingen. Elle écrit sa thèse sous la supervision de VM Goldschmidt sur la structure cristalline du sulfate de zinc sans eau à Göttingen et la soutient à Vienne en 1934.
En 1937, Boll-Dornberger émigre en Angleterre. Elle y travaille avec John D. Bernal, Nevill F. Mott et Dorothy Hodgkin. Elle épouse Paul Dornberger en 1939. Le couple a deux fils, nés en 1943 et 1946.
En 1946, la famille retourne en Allemagne où elle devient professeur de physique et de mathématiques à la Hochschule für Baukunst de Weimar. À partir de 1948, après avoir déménagé à Berlin-Est, elle dirige un département à l'Institut de biophysique de l'Académie des sciences de la RDA. En 1951, elle répond à l'Appel de Stockholm en distribuant des tracts, ce qui lui vaut trois semaines de prisons.
En 1952, elle épouse Ludwig Boll et, en 1956, devient professeur à l'Université Humboldt. Elle dirige l'Institut pour la recherche structurelle, de sa création en 1958, jusqu'en 1968.
Elle décède le 27 juillet 1981 à Berlin.

## Recherches
Ses recherches se concentrent sur l'investigation cristallographique des structures désordonnées. Elle introduit les groupoïdes à la cristallographie pour décrire ces structures. Environ 2/3 de ses 60 publications portent sur les troubles de l'ordre. Les autres publications portent sur la détermination de la structure des cristaux organiques et inorganiques, le développement de méthodes en diffraction monocristalline et le développement d'équipements à cet effet.

## Récompenses
Pour son travail en cristallographie, elle a reçu deux prix nationaux de la République démocratique allemande : 
- Ordre du mérite patriotique (RDA) en 1959[4]
- Prix national de la République démocratique allemande en 1960[5]

Une rue de Berlin porte son nom.